# Calendari mundial UCI 2009
El calendari mundial UCI 2009 va ser la primera edició del sistema de classificació posat en marxa per la Unió Ciclista Internacional (UCI), en substitució de la classificació que anteriorment formava part de l'UCI ProTour. La classificació es va iniciar amb el Tour Down Under, iniciat el 20 de gener de 2009, i consta de 27 curses, finalitzant amb el Giro de Llombardia, el 17 d'octubre. Totes les proves, a excepció del Tour Down Under, tenien lloc a Europa.
La classificació individual fou encapçalada per Alberto Contador, que va prendre el lideratge després de la seva victòria al Tour de França i es va assegurar la classificació quan el segon classificat, Alejandro Valverde, no va prendre part a la curses puntuables. Contador, del Team Astana, fou seguit per Valverde, Caisse d'Epargne i Samuel Sánchez, de l'Euskaltel–Euskadi. En la classificació per equips el clar vencedor fou Espanya, seguida per Itàlia.

## Proves
Formen part del calendari mundial les 14 proves d'UCI ProTour més les 10 proves anomenades "històriques" (les tres grans voltes, dues curses per etapes de començament de temporada i cinc clàssiques d'un dia).
| Cursa                         | Data                  | Vencedor                        | Segon                           | Tercer                        | Altres punts (4a posició i següents)                              | Punts per etapa |
| ----------------------------- | --------------------- | ------------------------------- | ------------------------------- | ----------------------------- | ----------------------------------------------------------------- | --------------- |
| Tour Down Under               | 20 - 25 gener         | Allan Davis · (100 pts)         | Stuart O'Grady · (80 pts)       | José Joaquín Rojas · (70 pts) | 60, 50, 40, 30, 20, 10, 4                                         | 6, 4, 2, 1, 1   |
| París-Niça                    | 9 - 16 març           | Luis León Sánchez · (100 pts)   | Fränk Schleck · (80 pts)        | Sylvain Chavanel · (70 pts)   | 60, 50, 40, 30, 20, 10, 4                                         | 6, 4, 2, 1, 1   |
| Tirreno-Adriatico             | 11 - 17 març          | Michele Scarponi · (100 pts)    | Stefano Garzelli · (80 pts)     | Andreas Klöden · (70 pts)     | 60, 50, 40, 30, 20, 10, 4                                         | 6, 4, 2, 1, 1   |
| Milà-Sanremo                  | 21 març               | Mark Cavendish · (100 pts)      | Heinrich Haussler · (80 pts)    | Thor Hushovd · (70 pts)       | 60, 50, 40, 30, 20, 10, 4                                         | -               |
| Tour de Flandes               | 5 abril               | Stijn Devolder · (100 pts)      | Heinrich Haussler · (80 pts)    | Philippe Gilbert · (70 pts)   | 60, 50, 40, 30, 20, 10, 4                                         | -               |
| Volta al País Basc            | 6 abril - 11 abril    | Alberto Contador · (100 pts)    | Antoni Colom · (80 pts)         | Samuel Sánchez · (70 pts)     | 60, 50, 40, 30, 20, 10, 4                                         | 6, 4, 2, 1, 1   |
| Gant-Wevelgem                 | 8 abril               | Edvald Boasson Hagen · (80 pts) | Aleksandr Kuschynski · (60 pts) | Matthew Goss · (50 pts)       | 40, 30, 22, 14, 10, 6, 2                                          | -               |
| París-Roubaix                 | 12 abril              | Tom Boonen · (100 pts)          | Filippo Pozzato · (80 pts)      | Thor Hushovd · (70 pts)       | 60, 50, 40, 30, 20, 10, 4                                         | -               |
| Amstel Gold Race              | 19 abril              | Sergei Ivanov · (80 pts)        | Karsten Kroon · (60 pts)        | Robert Gesink · (50 pts)      | 40, 30, 22, 14, 10, 6, 2                                          | -               |
| Fletxa Valona                 | 23 abril              | Davide Rebellin · (80 pts)      | Andy Schleck · (60 pts)         | Damiano Cunego · (50 pts)     | 40, 30, 22, 14, 10, 6, 2                                          | -               |
| Lieja-Bastogne-Lieja          | 26 abril              | Andy Schleck · (100 pts)        | Joaquim Rodríguez · (80 pts)    | Davide Rebellin · (70 pts)    | 60, 50, 40, 30, 20, 10, 4                                         | -               |
| Tour de Romandia              | 28 abril - 3 maig     | Roman Kreuziger · (100 pts)     | Vladímir Karpets · (80 pts)     | Rein Taaramäe · (70 pts)      | 60, 50, 40, 30, 20, 10, 4                                         | 6, 4, 2, 1, 1   |
| Giro d'Itàlia                 | 9 - 31 maig           | Denís Ménxov · 170 pts          | Danilo Di Luca · 130 pts        | Franco Pellizotti · 100 pts   | 90, 80, 70, 60, 52, 44, 38, 32, 26, 22 18, 14, 10, 8, 6, 4, 2     | 16, 8, 4, 2, 1  |
| Volta a Catalunya             | 18 - 24 maig          | Alejandro Valverde · 100 pts    | Daniel Martin · 80 pts          | Haimar Zubeldia · 70 pts      | 60, 50, 40, 30, 20, 10, 4                                         | 6, 4, 2, 1, 1   |
| Critèrium del Dauphiné Libéré | 7 - 14 juny           | Alejandro Valverde · 100 pts    | Cadel Evans · 80 pts            | Alberto Contador · 70 pts     | 60, 50, 40, 30, 20, 10, 4                                         | 6, 4, 2, 1, 1   |
| Volta a Suïssa                | 13 - 21 juny          | Fabian Cancellara · 100 pts     | Tony Martin · 80 pts            | Roman Kreuziger · 70 pts      | 60, 50, 40, 30, 20, 10, 4                                         | 6, 4, 2, 1, 1   |
| Tour de França                | 4 - 26 juliol         | Alberto Contador · 200 pts      | Andy Schleck · 150 pts          | Lance Armstrong · 120 pts     | 110, 100, 90, 80, 70, 60, 50, 40, 30, 24, 20, 16, 12, 10, 8, 6, 4 | 20, 10, 6,4, 2  |
| Clàssica de Sant Sebastià     | 1 agost               | Carlos Barredo · 80 pts         | Roman Kreuziger · 60 pts        | Mickaël Delage · 50 pts       | 40, 30, 22, 14, 10, 6, 2                                          | -               |
| Volta a Polònia               | 2 - 8 agost           | Alessandro Ballan · 100 pts     | Daniel Moreno · 80 pts          | Edvald Boasson Hagen · 70 pts | 60, 50, 40, 30, 20, 10, 4                                         | 6, 4, 2, 1, 1   |
| Vattenfall Cyclassics         | 16 agost              | Tyler Farrar · 80 pts           | Matti Breschel · 60 pts         | Gerald Ciolek · 50 pts        | 40, 30, 22, 14, 10, 6, 2                                          | -               |
| Tour del Benelux              | 19 - 26 agost         | Edvald Boasson Hagen · 100 pts  | Sylvain Chavanel · 80 pts       | Sebastian Langeveld · 70 pts  | 60, 50, 40, 30, 20, 10, 4                                         | 6, 4, 2, 1, 1   |
| GP Ouest France-Plouay        | 23 agost              | Simon Gerrans · 80 pts          | Pierrick Fédrigo · 60 pts       | Paul Martens · 50 pts         | 40, 30, 22, 14, 10, 6, 2                                          | -               |
| Volta a Espanya               | 29 agost- 20 setembre | Alejandro Valverde · 170 pts    | Samuel Sánchez · 130 pts        | Cadel Evans · 100 pts         | 90, 80, 70, 60, 52, 44, 38, 32, 26, 22 18, 14, 10, 8, 6, 4, 2     | 16, 8, 4, 2, 1  |
| Giro de Llombardia            | 17 octubre            | Philippe Gilbert · 100 pts      | Samuel Sánchez · 80 pts         | Aleksandr Kólobnev · 70 pts   | 60, 50, 40, 30, 20, 10, 4                                         | -               |

## Classificacions finals

### Classificació Individual
| Posició | Nom                  | Equip                 | Punts |
| ------- | -------------------- | --------------------- | ----- |
| 1       | Alberto Contador     | Astana Qazaqstan Team | 527   |
| 2       | Alejandro Valverde   | Caisse d'Epargne      | 483   |
| 3       | Samuel Sánchez       | Euskaltel–Euskadi     | 357   |
| 4       | Andy Schleck         | Team Saxo Bank        | 334   |
| 5       | Cadel Evans          | Silence-Lotto         | 333   |
| 6       | Edvald Boasson Hagen | Team Columbia-HTC     | 322   |
| 7       | Roman Kreuziger      | Liquigas              | 319   |
| 8       | Mark Cavendish       | Team Columbia-HTC     | 304   |
| 9       | Philippe Gilbert     | Silence-Lotto         | 295   |
| 10      | Robert Gesink        | Rabobank ProTeam      | 266   |
| 11      | Allan Davis          | Quick Step            | 249   |
| 12      | Damiano Cunego       | Lampre-NGC            | 235   |
| 13      | Andreas Klöden       | Astana Qazaqstan Team | 232   |
| 14      | Ivan Basso           | Liquigas              | 229   |
| 15      | Denís Ménxov         | Rabobank ProTeam      | 218   |
| 16      | Heinrich Haussler    | Cervélo TestTeam      | 217   |
| 17      | Thor Hushovd         | Cervélo TestTeam      | 216   |
| 18      | Tyler Farrar         | Garmin-Slipstream     | 212   |
| 19      | Fränk Schleck        | Team Saxo Bank        | 212   |
| 20      | Luis León Sánchez    | Caisse d'Epargne      | 211   |

- 267 ciclistes van puntuar com a mínim un punt en el calendari mundial UCI 2009.

### Classificació per equips
Classificació per equips calcuda per la suma dels cinc millors ciclistes de cada equip a la classificació individual.
| Posició | Equip                 | Punts | Millors cinc ciclistes                                                               |
| ------- | --------------------- | ----- | ------------------------------------------------------------------------------------ |
| 1       | Astana Qazaqstan Team | 1100  | Contador (527), Klöden (232), Armstrong (150), Zubeldia (112), Leipheimer (79)       |
| 2       | Caisse d'Epargne      | 1048  | Valverde (483), Sánchez (211), Rodríguez (147), Moreno (117), Rojas (90)             |
| 3       | Team Columbia-HTC     | 957   | Boasson Hagen (322), Cavendish (304), Martin (125), Rogers (115), Greipel (91)       |
| 4       | Team Saxo Bank        | 946   | A. Schleck (334), F. Schleck (212), Cancellara (180), Breschel (117), Kólobnev (103) |
| 5       | Liquigas              | 923   | Kreuziger (319), Basso (229), Pellizotti (156), Nibali (135), Bennati (84)           |

- 34 equips van aconseguir un mínim d'un punt[7]

| Pos. | Codi UCI | Equip                        | Punts |
| ---- | -------- | ---------------------------- | ----- |
| 1    | AST      | Team Astana                  | 1100  |
| 2    | GCE      | Caisse d'Epargne             | 1100  |
| 3    | THR      | Team Columbia-HTC            | 957   |
| 4    | SAX      | Team Saxo Bank               | 946   |
| 5    | LIQ      | Liquigas                     | 923   |
| 6    | SIL      | Silence-Lotto                | 821   |
| 7    | CTT      | Cervélo TestTeam             | 804   |
| 8    | QST      | Quick Step                   | 760   |
| 9    | RAB      | Rabobank                     | 707   |
| 10   | KAT      | Team Katusha                 | 637   |
| 11   | GRM      | Garmin-Slipstream            | 632   |
| 12   | EUS      | Euskaltel-Euskadi            | 631   |
| 13   | LAM      | Lampre-NGC                   | 465   |
| 14   | SDA      | Serramenti PVC Diquigiovanni | 379   |
| 15   | ASA      | Acqua & Sapone-Caffè Mokambo | 249   |
| 16   | FDJ      | Française des Jeux           | 238   |
| 17   | ALM      | Ag2r-La Mondiale             | 206   |

| Pos. | Codi UCI | Equip                           | Punts |
| ---- | -------- | ------------------------------- | ----- |
| 18   | MRM      | Team Milram                     | 182   |
| 19   | BBO      | Bbox Bouygues Telecom           | 170   |
| 20   | COF      | Cofidis, le Crédit en Ligne     | 166   |
| 21   | VAC      | Vacansoleil Pro Cycling Team    | 158   |
| 22   | XAC      | Xacobeo Galicia                 | 128   |
| 23   | FUJ      | Fuji-Servetto                   | 114   |
| 24   | LPR      | LPR Brakes-Farnese Vini         | 102   |
| 25   | AGR      | Agritubel                       | 34    |
| 26   | SKS      | Skil-Shimano                    | 33    |
| 27   | FLM      | Ceramica Flaminia-Bossini Docce | 26    |
| 28   | MCO      | Contentpolis-AMPO               | 24    |
| 29   | ACA      | Andalucia-Cajasur               | 21    |
| 30   | BAR      | Team Barloworld                 | 20    |
| 31   | TSV      | Topsport Vlaanderen-Mercator    | 11    |
| 32   | LAN      | Landbouwkrediet-Colnago         | 4     |
| 33   | BMC      | BMC Racing Team                 | 4     |
| 34   | ISD      | ISD-Neri                        | 3     |

### Classificació per països
Classificació final, a 19 d'octubre de 2009. Es calcula sumant els punts de dels cinc ciclistes millors classificats de cada país. Els 10 primers països classificats després de la Volta a Polònia 2009 van poder seleccionar nou corredors per a prendre part al Campionat del Món de ciclisme de 2009 i qualsevol país amb almenys un corredor entre els 100 millors podien formar un equip de tres.
| Posició | País          | Punts | Millors cinc ciclistes                                                               |
| ------- | ------------- | ----- | ------------------------------------------------------------------------------------ |
| 1       | Espanya       | 1756  | Contador (527), Valverde (483), S. Sánchez (357), L. Sánchez (211), Astarloza (178)† |
| 2       | Itàlia        | 984   | Cunego (235), Ivan Basso (229), Rebellin (194)†, Garzelli (170), Pellizotti (156)    |
| 3       | Austràlia     | 960   | Evans (333), Davis (249), Gerrans (176), Rogers (115), O'Grady (87)                  |
| 4       | Alemanya      | 753   | Klöden (232), Haussler (217), Martin (125), Greipel (91), Ciolek (88)                |
| 5       | Bèlgica       | 675   | Gilbert (295), Boonen (133), Devolder (104), van den Broeck (83), Hoste (60)         |
| 6       | Rússia        | 660   | Ménxov (218), Ivanov (164), Karpets (157), Kólobnev (103), Trofímov (18)             |
| 7       | Luxemburg     | 563   | A. Schleck (334), F. Schleck (212), Kirchen (17)                                     |
| 8       | Països Baixos | 544   | Gesink (266), Hoogerland (76), Langeveld (76), Maaskant (64), Weening (62)           |
| 9       | Noruega       | 538   | Boasson Hagen (322), Hushovd (216)                                                   |
| 10      | Estats Units  | 528   | Farrar (212), Armstrong (150), Leipheimer (79), Vande Velde (78), Hincapie (9)       |

- Ciclistes de 34 països van aconseguir puntuar.

† Els quatre corredors suspesos per possible dopatge, inclòs Astarloza i Rebellin, van ser retirats de les classificacions individuals, però no així en la classificació per equips i països.